# Faro di Punta Chiappa
Il faro di Punta Chiappa (fanali di a Chjappa in corso) è un faro marittimo che si trova nei pressi di Porto Vecchio, sulla costa Sud/Est della Corsica (Francia). La luce è prodotta da una lampada alogena da 650 watt.

## Storia
Il faro fu costruito nel 1845 in muratura, originariamente di colore grigio. Recentemente è stato ridipinto di bianco e la lanterna di rosso.

## Descrizione
Si tratta di una torre in muratura a pianta quadrata alta 21 metri, eretta al centro di un fabbricato rettangolare con funzione di alloggio per il custode. Al di sopra della torre si trova la lanterna metallica.
Presso il faro trova ubicazione la stazione meteorologica di Porto Vecchio-La Chiappa, ufficialmente riconosciuta dall'Organizzazione meteorologica mondiale.